# The Staggering Girl
The Staggering Girl ist ein Kurzfilm des italienischen Regisseurs Luca Guadagnino aus dem Jahr 2019. Der Film wurde in enger Zusammenarbeit mit Pierpaolo Piccioli, dem Kreativdirektor des Modehauses Valentino, produziert. Die Hauptrollen spielen Julianne Moore, Mia Goth, Kyle MacLachlan, Marthe Keller und Alba Rohrwacher.

## Inhalt
Francesca ist eine italienische Schriftstellerin, die in den USA lebt und arbeitet. Ihre betagte Mutter lebt in Rom, kann aber wegen vorschreitender Gebrechlichkeit und inzwischen fast blind nicht mehr alleine in ihrer Wohnung leben. Francesca fliegt nach Rom, um sich um ihre Mutter zu kümmern und um eine Lösung zu finden, wie es mit deren Leben weitergehen soll, sie zu überreden, in ein Altersheim zu ziehen.
In Rom kommen ihr Erinnerungen aus ihrem früheren Leben, ausgelöst durch Verweilen an Orten, an denen sie gelebt hat, an Personen, die ihr früher einmal in Rom begegnet sind, und die – wie in einem Bewusstseinsstrom – unversehens auftauchen und dann wieder verschwinden.

## Produktion
Guadagnino arbeitete mit einem eingespielten Team. Für Sayombhu Mukdeeprom war es der vierte gemeinsame Film seit 2017, gefilmt hat er wieder im 35-mm Format.
Alle Männerrollen wurden von Kyle MacLachlan verkörpert. Für Alba Rohrwacher ist es der vierte Film unter Guardagninos Regie, Mia Goth spielt zum zweiten Mal in einem Guadagnino-Film.

## Veröffentlichung
Der Film hatte in Cannes am 17. Mai 2019 innerhalb der Directors Fortnight Premiere. Im Oktober 2019 wurde er auf dem Mumbai Film Festival vorgestellt. Über die Distributionsrechte des Films verfügt der Streamingdienst MUBI.

## Kritik
Rotten Tomatoes verzeichnet sieben Kritiken, von denen fünf insgesamt negativ ausfielen. Allgemein bemängelt wurde das dünne Drehbuch, dessen Substanz für mehr als einen Fashion Film der Modebranche nicht reiche. David Ehrlich, der Kritiker von IndieWire, vergleicht ihn mit Guadagninos Promotion-Film über Luxushotels und betrachtet ihn als Werbung für die Winterkollektion 2018/19 des Hauses Valentino. Übereinstimmend gelobt wird die Synthesizer-Musik von Ryuichi Sakamoto. Das Lexikon des internationalen Films vergibt einen von fünf Sternen und kritisiert, dass in dem „unausgegorene[n] Kurzfilm […] Plot und Figuren […] skizzenhaft [bleiben], sodass sich nur die reklamehafte Oberflächen-Schönheit vermittelt, der sich der Film ohne analytisches Gespür ausliefert.“